# Жак Фреско
Жак Фреско (на френски: Jacques Fresco) е самоук архитектурен дизайнер, конструктор, концептуален артист, учител и футурист. Фреско пише и изнася лекции върху вижданията си за устойчиви градове, енергийна ефективност, мениджмънт на природните ресурси, кибернетични технологии, автоматизация и ролята на науката в обществото. Заедно със сътрудничката си Роксан Медоуз основават „Проектът Венера“(4). Фреско предлага промени в обществото чрез глобално прилагане на обществено-икономическа система, базирана на идеите му за кооперативност, технологична автоматизация и научна методология, система наречена от него: „ресурсно базирана икономика“.

## Младежки години
Роден на 13 март, 1916 г., Жак Фреско израства в югозападната част на Ню Йорк – Бенсънхърст, Бруклин. Като дете интересите на Фреско не се припокриват с темите, представени му в училище. Невъзможността или нежеланието му да се приспособи към официалното образование го подтикват към самоучение в по-късните му тийнейджърски години. Фреско прекарва по-голямата част от младежките си години в местната библиотека, изучавайки предметите, които го вълнуват. В тези ранни години той показва актьорски заложби, които му спечелват първото място на виден конкурс за драма в Ню Йорк. Фреско демонстрира артистичните си заложби и в рисуването и скицирането. На покрива на дома му на 67-а улица и 20-о авеню, Фреско прекарва времето си с приятели, обсъждайки Дарвин, Айнщайн, науката и бъдещето. Бедността и страданията, предизвикани през Голямата депресия, го карат да развие своята чувствителност и амбиция към функционирането на обществото и бъдещето на човечеството. За кратък период Фреско посещава Лигата на младите комунисти, където предизвиква сътресения. След кратък диспут и разногласия с президента на Лигата, Фреско бива отстранен. След това вниманието му се насочва към технократите. В младежките му странствания едно от местата, които посещава е Флорида, където развива афинитет към тропиците – място на което се завръща по-късно в живота си. В средата на 30-те, Фреско пътува на запад към Лос Анджелис, където започва кариерата си като структурен дизайнер в различни области.

### Кариера

#### Авиационна индустрия, пътувания в Полинезия
В Калифорния Фреско е назначен в самолетна компания „Дъглас“, след като представя много от по-ранните си алтернативни дизайни на самолети. От малък проявява интерес върху дизайна на самолетни крила и летящи чинии. Той се опитва да заинтересува авиационната индустрия във времена, в които се прилагат експерименталните конструкции. Успява да демонстрира такива конструкции през 1938. След раздялата му с Дъглас поради разногласия за сигурността на конструкциите, той заминава за Хаваите в края на 1939 г., оттам отпътува за островите в Южна Полинезия, където комуникира с местното население. Фреско твърди, че тези посещения на островите са спомогнали за оформянето на разбиранията му за относителността на различните култури и променливостта на човешките ценности в различните общности и среди. След завръщането си в Калифорния, Фреско се подслонява на различни места из Лос Анджелис и Хермоса Бийч, продължавайки да проектира за различни компании.

#### Военновъздушни сили, Райт Фийлд
През 1942 Фреско е повикан в армията на САЩ. Скоро след това са му възложени проектантски задачи във Военновъздушните сили в лабораториите Райт Фийлд в Дейтън, Охайо. Там той създава до 40 нови дизайна на ден. Сред многото му проекти е и такъв за контрол на площта на самолетното крило, даващо възможност на пилота за контрол над дебелината му при излитане и по време на полет – радикален дизайн, оптимизиращ управлението на самолета. Получава патент, който впоследствие става собственост на Военновъздушните сили. След трудности с живота в армията бива освободен. Фреско показва много напредничави идеи в самолетостроенето, което му спечелва репутация в авиационните среди на „човек с двайсет години по-напред от времето си“.

#### „Целенасочен дом“
В средата на 40-те години Фреско е нает от Ърл Мюнц и Майкъл Шор за проектирането на нова, модерна и евтина къща. Резултатът е една от първите постройки, изцяло от стъкло и алуминий, позната като „Целенасочен дом“. Предлагат се дванайсет варианта на 86-те ѝ квадратни метра. Постройката може да бъде издигната от десет души за осем часа. Конструкцията ѝ от олекотени, здрави и устойчиви материали позволява намалени разходи и поточно производство, което увеличава икономическата ѝ стойност. В резултат цената ѝ е била около 5200 долара. Проектът бива представен за първи път в хотел Амбасадор в Лос Анджелис през 1947 година. Конструкцията е представена за първи път през лятото на 1948 в студио 8 на Уорнър Брос, на Сънсет булевард. Посетена е от над 20 хил. души. Приходите от представянето ѝ са дарени на Обществото за превенция на ракови заболявания за изграждане на нова болница. В следващите години „Целенасочен дом“ започва да се произвежда масово, а правителството на САЩ го разглежда като решение за настаняването на ветерани от Втората световна война. За повече от 10 години варианти на конструкцията биват продавани, проектирани и обитавани – до 1962, когато огромен проект за настаняване наречен Алуманор, бива изграден в Хайланд Парк, Лос Анджелис.

#### Триизмерна технология
През 1949 Фреско е упълномощен от холивудските продуценти Джак Мос и Ървинг Йергин за разработването на технология за виждане на триизмерни обекти без използването на очила. Разработената технология би се прилагала, както за кино зрители, така и за телевизията. Със своята простота тя бива относително евтина и изискваща малки модификации на проектиращите системи, използвани по онова време. Технологията имала и приложения в медицината, при рентгеновите апарати и в хирургията. Демонстрирана е през лятото на 1949 г. в Калифорния.

#### Научноизследователски лаборатории
През втората половина на 40-те и първата на 50-те години на 20. век Фреско е директор на „Научноизследователски лаборатории“ на две места. Едната лаборатория е разположена близо до Елисиън Парк в Лос Анджелис, под ръководството на сътрудниците му – Ели Катран и Хенри Джарето. По-късно е преместена в Лос Фелиз, близо до Холивуд, където Фреско живее, изнася лекции, преподава техническо проектиране, докато изследва и работи над изобретения като научен консултант и изобретател на свободна практика. Като такъв Фреско твърди, че много от изобретенията му биват продадени безусловно на клиентите му, което изключва името му от много патенти. Той също така твърди, че много от изобретенията му биват присвоени от други колеги. Точно в тези години Фреско се сблъсква с много финансови затруднения и в един случай губи цялото оборудване на лабораторията си.

#### Научна фантастика, филмова индустрия
През по-късните години на Фреско в Лос Анджелис той работи като дизайнер на модели за научнофантастични филми, като едно такова телевизионно шоу е „Пръстен около Луната“, което се превръща във филма „Проект Лунна база“, по разказ на Робърт Хайнлайн. Фреско е признат за висококачествените си модели, въпреки нискобюджетните продукции. Неговият талант бива препоръчан на Роджър Корман за филма „Звярът с милионите очи“. Фреско работи и като технически консултант във филмовата индустрия, като най-известното му участие е в номинирания за Оскар документален филм „Голото око“ на Лу Стумен през 1956 г. Репутацията на Фреско в Лос Анджелис му спечелва гост участие в националното телевизионно шоу на Арт Бейкър – „Пожелахте да видите“ като „човекът на бъдещето“ в първата половина на 50-те години. Впоследствие през 1955 Фреско напуска Калифорния, след като лабораторията му е присвоена за изграждането на магистралата Голдън Стейт.

## Средна възраст

### Терапевтични услуги, индустриален дизайн
Следвайки афинитета си към тропиците през 1955 Фреско се премества в Маями, Флорида, където живее на лодка известно време. Започва да практикува частни терапевтични сесии, по времето когато Асоциацията на американските психолози преследва стриктно терапевти, които нямат одобрени сертификати, като Фреско се сблъсква с тях и критиката им върху методите му. По-късно Фреско подчертава, че липсата му на официална академична ориентация е определяща в академичния контекст на критиката срещу него и затруднява практиката му. В Маями Фреско изнася публични лекции през втората половина на 50-те и първата на 60-те, като започва критиката си върху политическите и културни практики на епохата.
Прекарва много от времето си в Маями опитвайки се да покаже проектите си за кръгообразен град и за набирането на средства за построяването му. Също така проектира и автомобил триколка, чието задвижване има само 32 движещи се части и с чието финансиране се затруднява също. Успява да се издържа като работи като индустриален дизайнер за различни компании, като Алкоа и Мейджър Реалти Корпорейшън. През 1961 г., с Пиетро Белучи и Фредерик Уайз, Фреско проектира подобрена версия на по-ранния си модел на „Целенасочен дом“, позната като „Къща сандвич“. Състояща се в по-голямата си част от сглобяеми компоненти, части и алуминий, цената ѝ варира от 2950 долара до 7500 с основа и всички вътрешни инсталации. Също в тези години подпомага проектите си, като проектира неподлежащи на конкуренция сглобяеми устройства от алуминий, чрез компанията си „Жак Фреско Ентърпрайзис Инк.“

### Проект Американа
От средата на 50-те и през 60-те години на 20. век Фреско развива така наречения от него „Проект Американа“. Десетгодишен план за обществена промяна в Америка. Идеята му е в кръгообразните градове и в приложението на напълно кибернетична автоматизация на градските операции, където машини контролират други машини. Такова е и разбирането му на идеята за „мислещ град“ в ерата на индустриалната революция. Националният му план включва също и методи за подпомагане на развиващи се нации, чрез издигането на сглобяеми заводи за производство на сглобяеми конструкции за сгради, културни центрове и изцяло нови програми за образование. През 1962 Си Би Ес се свързва с Фреско за разработването на сериал върху идеите му, след като той взема участие в два последователни епизода на „Върху града“ с Фред Фишър. Започвайки през 1960, калифорнийският адвокат Джералд Барън представя Фреско на Хюберт Хъмфри, с който си кореспондендират до средата на 60-те. Намерението е било да се прокара Проект Американа чрез Хъмфри, който впоследствие става вицепрезидент на САЩ при Линдън Джонсън, който от своя страна прокарва новите социални програми известни, като „Велико общество“.

### „Поглед напред“
През 1969 г. заедно с Кен Кийс написва книга върху идеите си, озаглавена: „Поглед напред: Спазване на рационално-хуманистичните възгледи“, като първата част на книгата е посветена на описанието на някои от причините за много от проблемите в мисленето и поведението на човечеството, както и промените, които това човечество трябва да предприеме навлизайки в бъдещето. Книгата описва три компонента, които могат да се използват, за да се анализира коректно бъдещето: ценностната система на човечеството, методите на размишляване и инструментите, тоест технологичното развитие. И трите биват описани като взаимозависими, както скоростите на автомобил. Втората част на книгата е спекулативен поглед на бъдещето, обкръжаващо художествените герои – Скот и Хела, които преследват собствените си проекти в едно кибернетично общество, където индивидуалното удовлетворение е обществена грижа, а човешкият труд и персоналните притежания вече не съществуват. Това е една от първите публикации, която предлага теоретичната възможност за обществено прилагане на централна мрежа на знанието (Корцен – Корелационният център), използвана за една „хуманитарна симбиоза между хора и машини.“ Книгата е високо спекулативна, като Фреско и Кийс изразяват погледа си над обширен спектър от технологични и обществени възможности, определени като „извън нашия свят“. Обществото, разгледано в „Поглед напред“, бива описано от Уилиям Кий-Ний като идеално и изискващо сравнение с „Република“ на Платон, чиито противоречия и проблеми „Поглед напред“ разрешава чрез технологични средства и основно чрез функциите на Корцен.

### Социално киберинженерство
Идеята на Фреско за Проект Американа „еволюира“ в това, което той нарича „Социално киберинженерство“. Фреско представя това концептуално виждане на студенти в Университета на Маями през 1970. Благодарение на телевизионните и радиоучастия, както и на обществените лекции и диспути, Фреско се сдобива с последователи, готови да основат неправителствена организация през 1971 година, чийто президент е Фреско. Неполитическото и антисектантско участие в организацията предизвиква в нейната кулминация броят на членовете ѝ да достигне до 250 души, много от които стават ученици на Фреско, който изнася често образователни лекции в дома си в Корал Гейбълс, както и в Маями Бийч. Темите в лекциите му левитират около обществото, обществените промени, науката, технологиите, инженерството, архитектурата, религията, разсъдливостта, семантиката, антропологията, психологията, теория на системите, образование и други. Освен върху образование Фреско работи с членовете на организацията и върху проекти, филми, презентации, подкрепящи целите и задачите на организацията.
Терминът „социално киберинженерство“ също е концептуален и бива определен като: „прилагането на възможно най-развитите форми на компютърните технологии в управлението на човешката работа“. Обявената цел на „Социалното киберинженерство“ е да приложи „най-развитите форми на науката и технологията към решаване на проблемите… подход към преструктурирането на обществото с хуманистични похвати“, като организацията се посвещава към откриването на практически решения, които могат да бъдат бързо въведени за разрешаване на многото проблеми пред обществото. Едно от основните цели е да се „изследват алтернативни решения, свързани със запазване на енергия, международна взаимопомощ във всички области на обществения живот и приложението на систематичния подход при проектирането на градовете“. По това време Фреско е проектирал кръгообразния си град с диаметър една миля, с радиално свързани концентрични кръгове, наподобяващи „спици на колело“. В центъра под купол се намира суперкомпютър с намерението да функционира като централизирана оперативна система и база от данни за автоматизираните процеси из целия град. През 70-те години Фреско разширява организацията си, споделяйки идеите си с обществото, като изнася лекции в университети, участва в радио и телевизионни предавания, като Шоуто на Лари Кинг и „Монтаж“ на Джо Абрел. Фреско бива представен на Лари Кинг, който го кани няколко пъти в своето телевизионно и радиошоу, за да обсъждат с академици и слушатели предложенията на „Социалното киберинженерство“. Организацията решава да построи експериментална общност, в която да живее и да се разраства. Резултатът е частичен отлив на членове на „Социалното киберинженерство“, като инвестицията бива изоставена, а земята препродадена. Фреско продава дома си и закупува нова земя в провинциална Венера (Флорида). Върху тази земеделска земя той построява изследователски център за „Социалното киберинженерство“ през 1980 г. С помощта на останалите членове Фреско построява сгради, базирани на проектите му, а след преместването, популярността на „Социалното киберинженерство“ запада и през 80-те години той се отдава на проектиране и изследване със сътрудничката си Роксан Медоуз.

## По-късни години
През 1994 Фреско създава нов образ на „Социалното киберинженерство“, преименувайки го Проектът „Венера“. Фреско разработва огромно количество проекти и модели, подчертаващи идеите му и тяхното приложение и изглед, подпомагащи за популяризирането на организацията му. Фреско и Медоуз продължават да поддържат проекта през деветдесетте като изобретатели на свободна практика чрез индустриалното инженерство, чрез конвенционални архитектурни модели и като консултант-изобретатели. В този процес някои от футуристичните дизайни на Фреско успяват да вдъхновят няколко разработващи компании. През 2002 Фреско публикува основната си книга „Най-доброто, което парите не могат да купят“. През 2006 Уилиям Газецки режисира полубиографичен филм за Фреско: „Бъдеще по проект“ През 2008 Питър Джоузеф включва Фреско във филма „Цайтгайст Адендум“, където идеите и решенията му за бъдещето са представени пред наличните обществени и екологични проблеми, засегнати от филма. След това Питър Джоузеф основава „Движението Цайтгайст“. Двете организации по-късно се разделят и повече не се свързват една с друга. През 2010 Фреско прави опит за регистрация на запазена марка върху фразата: „Ресурсно базирана икономика“. Фразата бива разгледана, но се решава, че е прекалено обобщаваща за квалификация и опитът на Фреско бива блокиран. През цялата 2010 Фреско и Медоуз пътуват по света в отговор на нарастващия интерес към проект „Венера“. На 15 януари 2011 г. излиза „Цайтгайст продължение“, който отново показва Фреско. Фреско изнася лекции и приема посетители в проект „Венера“ във Венера, Флорида, като започва набирането на средства за кинопродукция, която да покаже във филм бъдещето, което проектът предлага. Ноември 2011 Фреско говори пред протестиращи от движението „Окупирай Маями“ на площада пред Правителствения център в Маями. През юни 2012 г. Мая Борг излъчва своя филм „Бъдеще, моя любов“ на Единбургския международен кино фестивал. Филмът включва работата на Фреско и Роксан Медоуз.

### „Проектът Венера“
„Проектът Венера“ е кулминацията на житейския път и работа на Фреско и служи като основа, представяща визията му за бъдеще без бедност, престъпления, войни, корупция и замърсяване. Той е основан през 1980 г. и наименуван през 1994. Разположен е в централна Флорида, близо до западното езеро Окичоби, на около 50 мили североизточно от Форт Майерс. На близо 22 акра са разположени десет сгради, проектирани от Фреско. Той е частично изследователски център за Фреско и Роксан Медоуз и отчасти образователен център за подкрепящите проекта. Там се създават видео и литература, обясняващи и показващи визията и целите му. Главната му цел е подобряване на човечеството, придвижвайки го към глобален, устойчив и технологичен обществен дизайн, наречен „ресурсно базирана икономика“.

## Личен живот и семейство
Фреско е роден от имигранти от Европа – Айзък и Лена Фреско. Баща му е роден през 1880 г. и около 1905 г. емигрира от Истанбул в Ню Йорк, където работи като градинар. Почива през 1963 г. Майката на Фреско е родена през 1887 г. в Йерусалим и също емигрира към Ню Йорк около 1904 г. Почива през 1988 г. Фреско има брат и сестра – Фреда и Дейвид. Брат му е роден през 1909 г. Бил е чертожник, редник през Втората световна война и театрален и филмов актьор в Холивуд. След като попада в черен списък в Холивуд през 1950-те години заради отказ за кооперация с Комитета на къщата на неамериканските дейности, възражда кариерата си през 60-те години, като взема участие в много филми и телевизионни програми. Почива през 1997 г. Фреско има два брака от престоя си в Лос Анджелис, Калифорния, като вторият продължава и в следващите две години след преместването му в Маями. Развежда се с втората си съпруга Патриция през 1957 г. и не се жени повече. Тя му ражда син – Ричард през 1953 г. и дъщеря – Бамби през 1956 г. Ричард става редник в армията и почива през 1976 г. Бамби почива от рак през 2010 г.

## Идеи
Самият Фреско цитира няколко теоретика и автора, които са повлияли идеите му: Жак Льоб, който написва „Механистична концепция за живота“, Едуард Белами, написал изключително вдъхновяващата книга „Поглед назад“, Торстен Веблен – вдъхновил движението на технократите и Хауърд Скот, който го популяризирал; Алфред Коржибски, основал школата по семантика, Х. Дж. Уелс и много други. Идеите на Фреско са оформени от кулминацията на много дисциплини и школи на мисълта. В голямата си част идеите на Фреско не са били обект на категоризация или класификация от страна на академичните среди. Въпреки това основните застъпени теми са били обект на сравнение с много ранни мислители, някои още от началото на 19 век. Заглавия, като „Раят в обхвата на хората, без труд, но със силата на природата и машината“, „Емиграция към тропическия свят за подобрението на всички класове хора от всички нации“ и „Новият свят или механичните системи“, написани през 1800-те години от Джон Адолф Ецлер, който е определен от независимия преподавател Ана Нотаро като ранния предшественик на идеите на Фреско. Също така Ебинезър Хауърд и неговата книга „Градинските градове на бъдещето“, както и цялото Градско-градинарско движение в началото на 1900 г., описани от Мортен Грьонборг, са друг предшественик. Предложената от Фреско икономика премахва механиката на настоящата икономика, а самият му възглед към настоящата икономика е сравняван с разбирането на Торстен Веблен за „хищническата фаза в развитието на човечеството“, според статия в журнала на „Обществен и бизнес поглед“. Грьонборг описва другите аспекти на идеологията на Фреско като подход „tabula rasa“. Ценностите и природните сили често биват застъпени в концепциите на Фреско. Джак Катран предоставя кратко резюме на тези два фактора: "Според Фреско днешният учен е замесен в конфликт на две ценностни системи:
1. Подреденият свят на научната методология;
2. Не-научната култура (и език), заобикалящи го от всички страни, в които обаче се заражда ембрионът на бъдещето. Трудно е, казва Фреско, за не-учените да осъзнаят всеобщите приложения на науката, защото ограниченията им се налагат от тяхната социална среда. Новите сили, ограничени в рамката на настоящата култура, непрекъснато въздействат върху него (учения) – сили, които по естество са еднопосочни и необратими и тенденцията им винаги е към висше техническо и социално постижение. Също отбелязано от синергетичния теоретик Артур Коултър е органичното естество на градските проекти на Фреско и тяхното еволюционно (вместо революционно) развитие, очаквано от него. Илейн Смита, водещ на „Еволюционни идеи“, сравнява взаимоотношенията и функциите между градските системи и хората като взаимоотношенията и функциите при органичните тела. Коултър постулира такива градове като отговор на идеята на Валтер Кенън за постигане на хомеостаза в обществото.

## Прием
През целия си живот Фреско и работата му е обект на много радио и телевизионни програми, както и на редица статии в списания и вестници, чиито автори са го определяли като „мечтател“, „ексцентричен“, „утопичен“, „идеалист“, „шантав“, „шарлатанин“, както и като гений, пророк и ясновидец. Някои считат, че идеите са му непрактични, идеалистични и/или на границата с научната фантастика. Книгите „1984-та“ и „Смел нов свят“ са понякога цитирани във връзка с неговата визия за бъдещето. Тези отношения продължават в различни уеб страници. Дори още повече – някои го определят като водач на култ, въз основа на фигурантския му статут в Движението Цайтгайст. Други го обвиняват във връзки с конспираторите на „Новия световен ред“. Фреско отрича всички тези обвинения.

### Форми на управление, човешка природа, сциентизъм, калкулационен проблем
Неговата хипотеза за ресурсно базирана икономика е сравнявана понякога с марксизъм, социализъм или фашизъм. Фреско отговаря на тези сравнения, заявявайки „Целите на «Проект Венера» нямат паралел в историята, нито с комунизма, социализма, фашизма или която и да било друга политическа идеология. Това е истина, защото кибернетиката е от скорошен произход. С тази система, системите на финансово влияние и контрол няма да съществуват повече.“. Пишейки за Нейпълс Дейли Нюз, Стийв Шмадеке отбелязва: „също така е вярно, че неговата система на управление, в която властта е дадена на експерт във всяка една област – в случая специално програмирани компютри, много писатели, включително носителят на Нобелова награда Фридрих Хайек, са показали, че е разрушителна.“ В рецензия от „Добре дошли в бъдещето“ Ранди Питман пише:
Колкото повече слушам конкретните и мъгливите обяснения на Фреско, толкова повече ми се струва, че се срещам с божествено високомерие плюс наивност на стандартния мечтател фантаст, изправен лице в лице с човешката природа. И точно докато нахвърлях това в бележките си, Фреско предупреди зрителите, от което ме побиха тръпки, защото сякаш отговаряше директно на записаните ми резерви със „запомнете, че човешката природа не е синоним на човешко поведение, като последното може да се променя.“ Въпреки че футуристичният сценарий на Фреско по моето скромно мнение е бъкан с проблеми, все пак трябва да му признаем, че не всеки ден излиза някой достатъчно амбициозен да предложи чертеж за преустройство на света.
Независимият учен Ана Нотаро предлага сциентистки подход, поради твърдата научна насоченост на Фреско, като решение за преодоляване на препятствията пред човечеството:
Неговата визия е генерално практична и въпреки че това е иновативен и добър елемент в сравнение с предишни утопични проекции, неговият фокус върху науката единствено го кара да се провали, като генералист – критиката, която Фреско отправя към академици и учени. Днешните проблеми изискват холистичен подход – различни дисциплини, изкуство, наука, философия, работещи на режим „сближаване“, визията на Фреско се опитва да застопори стария възглед, че двете култури (изкуство и наука) са антагонистични.
Пишейки за института „Лудвиг фон Мисес“ Робърт Мърфи повдига „калкулационния проблем“ срещу термина ресурсно базирана икономика. В ресурсно базирана икономика се твърди, че нямаме способността за калкулация на предлагане и търсене на ресурсите, защото ценовият механизъм не е присъщ. Фреско отговаря на това, заявявайки „ние имаме възможността да постигнем такава производителност, че да бъде излишно поставянето на цена на нещата“.

### Обвинения в утопизъм
Изследвайки дали теорията на Фреско е утопия, Виктор Вахщайн, директор на Департамента по социология в Московското училище за социални и икономически науки, твърди, че Фреско е предложил перспектива, която отхвърля утопичните разработки на 20 век. Той описва цялата идеология на Фреско като „разказваща за тъмното ни минало от бъдещето“ и добавя:
всъщност цялата история на 20 век е историята на смъртта на една утопия. Това всъщност дава на Жак Фреско тази сила да прескочи от 19 век в 21-ви, пренебрегвайки изобщо 20-и век. Една-единствена крачка от Жул Верн до Жак Фреско. Това е толкова забележимо. Това продължава да ме възхищава.
 В отговор на обвиненията в утопизъм Фреско заявява:
Ние не вярваме в погрешната идея за утопично общество. Такова нещо не съществува. Обществата са винаги в етап на преход. Ние предлагаме алтернативна посока, която адресира причините на много от проблемите ни. Не съществуват „крайни предели“ за човешко и технологично развитие.
С по-широката концепция за утопизъм от тази на Фреско, Вахщайн при първоначално разглеждане заявява, че Фреско притежава четири от петте характеристики на утопизма от 19 век, а именно вярата в рационалността на науката, вярата в технологичния процес и че технологията би трябвало да подобрява човешкия живот и ръководене на града от центъра му.(121) Единствената характеристика, оставаща в подкрепа на утопизма, е „крайната граница, а точно на този елемент Фреско най-много набляга“. Вахщайн завършва, като добавя:
Когато говорим за „утопия“, ние нямаме предвид, че не може да се постигне. Толкова много „утопии“ бяха постигнати през 20 век. И бяха дискредитирани, защото всъщност бяха приложени.
Вахщайн добавя и обвинение към Фреско, че не дава отговор на епистемологичния въпрос – как всъщност някой може да знае със сигурност, че поредица от събития ще се развие според очакванията му. Фреско отговаря на това с:
Ние имаме технологичната възможност да построим световен рай на Земята и в същото време имаме властта да прекратим живота, такъв какъвто го познаваме. Аз съм футурист. Аз не мога да предскажа действителното бъдеще, а само това какво може да бъде, ако управляваме Земята и ресурсите ѝ интелигентно… Ако цивилизацията продължава по настоящия си курс, ние просто ще повтаряме грешките от миналото си отново и отново.
Фокусирайки се над обвиненията в утопизъм, Николина Олсън-Рул, пишейки за Копенхагенския институт по футуристика и изследвания, отбелязва:
За повечето хора обещанията на проекта звучат като непостижима утопия, но ако се проучи по-задълбочено се откриват с изненада голямо количество научно обосновани аргументи, които откриват един изцяло нов свят на възможности.
Мортен Грьонборг от същия институт посочва:
Може би модерната интерпретация на думата „утопия“ има вина, когато ренесансовият човек и футиристът Жак Фреско говорят, той не желае да нарича работата на живота си – Проектът Венера – утопия. Въпреки това тази идея за бъдещо общество притежава много от характеристиките на общоприетата утопия… думата утопия носи двусмислено значение, след като на гръцки означава и „доброто място“(eutopia) и несъществуващото място (outopia). „Добро място“ е точно това, на което Фреско е посветил живота си, описвайки го и борейки се за него.
Нотаро предлага вместо това, че
Проектът Венера не е статична утопия, а всъщност е динамична, изискваща постоянен прогрес, основан на вечно изменящ се екстропичен (трансхуманизъм) идеал.

### Влияние
Ханс Улрих Обрист отбелязва:
Бъдещето според Фреско може разбира се да ви изглежда немодерно, а записките му да са обект на критика заради фашистки полутонове, намекващи за ред и еднаквост, но неговият принос е гравиран в популярната психика, а неговите екоконцепти продължават да възхищават настоящите поколения на прогресивни архитекти, градски плановици и дизайнери.

Запитан от репортер на телевизия Фокс, защо има толкова затруднения в приложението на толкова много от идеите си, Фреско отговаря:
Не мога да достигна до никой.

Въпреки това позитивно настроените към Фреско го разглеждат като „гений, пророк и човек с ясна визия“. Обобщаващи похвали се срещат сред футуристите, особено в „Общността на световното бъдеще“, които го възприемат като инженер с визия в рецензия на работата му във „Футуристът“ коментирайки: 
Дали визията на Фреско за бъдещето е вероятна и дали е възможна е спорна тема, но той успява да разшири погледа ни и мисълта ни за бъдещето в по-голям мащаб, от този на който сме свикнали.
 Работата на Фреско е сравнявана с тази на Паоло Солери и особено с тази на Бъкминстър Фулър, като всички те са се изправяли пред големи препятствия в разпространението на идеите си, също като Никола Тесла, Томас Едисън и Леонардо Да Винчи, споделяйки благоденствието от плодовитостта на иновациите си. Всеобхващащият поглед на Фреско върху бъдещето вдъхновява критика на научна фантастика – Форест Акерман, който нарежда Фреско до имена, като: Х. Дж. Уелс, Алдъс Хъксли, Филип Уили, Хюго Гернсбак, Артър Кларк, Айзък Азимов, Робърт Хайнлайн, Едгар Райс Бъроуз и Рей Бредбъри. По-късно Фреско привлича вниманието на аниматора на Стар Трек – Дъг Дрекслър, който заедно с него работи за компютърните графики на неговите дизайни, също както и Артър Кларк, който в последните години от живота си се опитва за кратко да помогне Фреско и Проектът Венера да добият популярност.

Коментирайки дали вижда методите за обучение на Фреско като вдъхновяващи и харизматични, физикът Пол Хюит отговаря, че Фреско е един от тримата най-вдъхновяващи образа, спомогнали му да избере физиката като своя кариера. Психологът и инженер – Джак Катран отбелязва:
Помислете върху зашеметяващо реалистичните възгледи за бъдещето, публикувани от Жак Фреско… Съществуват много футуристи, „гении“ и самопровъзгласили се визионери в нашата среда, които след внимателно изследване се оказват разочароващо комерсиални и експлоатиращи. Повечето им екстраполации за бъдещето са направени от застопорени и тесногръди гледни точки. Ние всички сме продукти на днешната, раждаща посредственост култура, но ако можем да наречем някого гений в общество, движено от парите, то Жак Фреско трябва да бъде описан като най-всеобхващащия и осъзнаващ човек на нашето време.
 В университета Дрексел, социологът и футурист Артър Шостак често смесва идеите на Фреско в записките и преподаването си, заявявайки:
Неговият принос към футуристиката е единственият, който малцина, ако и изобщо някой въобще по света, имат смелостта за мащабността, дълбочината и драматизма на неговата визия. Когато той пише или говори, футуристите притихват, замислени и в крайна сметка одобряващи работата му като зов за преразглеждане и преоткриване на предположенията, които ни карат да се трудим. И докато дори и малка част от визията му би се осъществила в отреденото ни на всички нас време тук, то нашите внуци ще отдадат чест на това, което Жак пръв им помогна да задвижат.
 През 2008 движението Раелиан награждава Фреско като техен почетен гайд за посвещаването на живота си за подобряването на човечеството като цяло. Фреско получава награда и от международния дизайнерски фестивал в Мексико през 2009 г. През 2010 е обявено, че Фреско е избран да получи награда за цялостен принос от инициативата „Екземплар Зиро“ през лятото на 2011 г. През април 2012 Фреско е почетен и на „Състейнатопия“ в Маями.

## Професионални позиции
- Дизайнер-консултант за компанията Rotor Craft Helicopter
- Служба в Отдела по военен дизайн и разработки в Wright Field Dayton, Охайо
- Инженер-изследовател в Raymond De-Icer Corp, Лос Анджелис, Калифорния
- Технически консултант във филмовата индустрия, включително технически съветник в Camera Eye Pictures, Inc. и филма „Магическото око“, носител на наградата „Робърт Дж. Флеърти“ за документален филм
- Колега и съдружник на Доналд Пауъл Уилсън от Лос Анджелис, известен психолог, автор на „My six Convicts“
- Преподавател по промишлен дизайн в училище Арт Център в Холивуд, Калифорния
- Основател на фирмата Revel Plastics

### Изобретения и дизайни
Изобретения и дизайни, много от които са били патентовани и са имали широко комерсиално приложение:
- Системи за безшумни и незамърсяващи самолети
- Нова структурна система за самолетни крила, патентована от военновъздушните сили на САЩ
- Електростатична система за премахване на свръхзвуковата ударна вълна, за Raymond De-Icer
- Контрол на външния слой и електродинамични методи за контрол на въздухоплавателни средства, премахващи нуждата от елерони, хоризонтални стабилизатори, рулове и клапи
- Автомобил на три колела, състоящ се само от 32 движещи части
- The Aluminum Trend House, сглобяема къща, проектирана и разработена за Mike Shore и Earl Muntz, 1945 г.
- Проектира и разработва друга алуминиева сглобяема къща за Major Realty Corporation съвместно с Aluminum Company of America
- Разработва множество компоненти и системи за архитектурно конструиране
- Разработва медицинско оборудване, вариращо от триизмерни рентгенови апарати до електронни хирургически инструменти
- Разработва техника за гледане на триизмерно кино без нуждата от очила
- Разработва и построява широка гама от стоманобетонни конструкции

## Творчество

### Написани книги
- Looking Forward („Поглед напред“), написана в съавторство с Кенет Кийс, 1969 г., A.S. Barnes & Company – книгата
- Introduction to Sociocyberneering („Въведение в социалното киберинженерство“), 1977 г.
- Sociocyberneering Presents Cities in Transition („Социално киберинженерство“ представя: Градове в преход"), 1978 г.
- Sociocyberneering Presents the Determinants of Behavior („Социално киберинженерство“ представя: Детерминантите на поведението"), 1978 г.
- Structural Systems and Systems of Structure („Структурни системи и системи на структурите“), 1979 г.
- The Venus Project: The Redesign of a Culture („Проектът «Венера»: Преустройването на една култура“), 1995 г. *Бестселър на World Future Society
- And The World Will Be One („И светът ще стане едно“), 1997 г.
- The Best That Money Can't Buy: Beyond Politics, Poverty & War („Най-доброто, което парите не могат да купят: отвъд политиката, бедността и войните“), 2002 г.
- Designing the Future („Проектиране на бъдещето“), 2007 г. – книгата

### Заснети и режисирани филми
- The Venus Project: The Redesign of a Culture („Проектът «Венера»: Преустройването на една култура“), 1994 г. – част 1, част 2
- Welcome To The Future („Добре дошли в бъдещето“), 1998 г. – трейлър
- Cities In The Sea („Градове в морето“), 2002 г. – трейлър
- Self-erecting Structures („Самоиздигащи се структури“), 2002 г. – трейлър
- Designing the Future („Проектиране на бъдещето“), 2006 г. – целият филм (с български субтитри)
- Paradise or Oblivion („Рай или унищожение“), 2012 г. – целият филм (с български субтитри) Архив на оригинала от 2012-11-16 в Wayback Machine.

### Книги, вестници и списания
Книги, вестници и списания, които съдържат статии, написани от Фреско или за него:
- Участва с авторство в книгата In the Shadow of War („В сянката на войната“), под редакторството на д-р Arthur Shostak, 2004 г.
- Участва с авторство в книгата Viable Utopian Ideas: Shaping A Better World („Осъществими утопични идеи: Създаването на един по-добър свят“), под редакторството на д-р Arthur Shostak, 2003 г.
- Написва предговора към и е представен в книгата Transforming The Global Biosphere: Twelve Futuristic Strategies („Трансформиране на глобалната биосфера: дванадесет футуристични стратегии“) от д-р Elliott Maynard, 2003 г.
- Статия в януаро-февруарския брой от 2002 г. на списание The Futurist („Футурист“)
- Участва с авторство в Utopian Thinking in Sociology: Creating the Good Society („Утопично мислене в социологията: създаване на доброто общество“), инструкционен учебник, публикуван от Американската социологическа асоциация през 2001 г.
- Статия за броя от май-юни 1994 г. на списание The Futurist на World Future Society, където редакторите сравняват работата му с тази на Р. Бъкминстър Фулър и Паоло Солери.
- The Los Angeles Times (Лос Анджелис, Калифорния), The Miami Herald (Маями, Флорида), News-Sun (Себринг, Флорида), Houston Chronicle (Хюстън, Тексас), New-Press (Форт Майърс, Флорида), North Port Sun (Норт Порт, Флорида), The Indianapolis Star (Индианополис, Индианополис), El Nuevo Herald (Маями, Флорида), Record (Хакенсак, Ню Джърси), De Soto Sun (Аркадия, Флорида), Englewood Sun (Енгълуд, Флорида), West County Times (Пинол, Калифорния), Standard Esquire Examiner (Огден, Юта), Valley Times (Плезънтън, Калифорния), Contra Costa Times (Уолнът Крийк, Калифорния), San Ramon Valley Times (Денвил, Калифорния), FL Citizen (Кий Уест, Флорида), News & Record (Грийнсбъро, Северна Каролина), The Plain Dealer (Кливлънд, Охайо).
- Някои от списанията, писали за него: Western Flying, The Architectural Forum, Popular Mechanics, Saturday Review, Variety, Feedback Magazine, Gulf Shore Life, Lee Living, Predictions, Weekly Reader, Media Wave, Shift, Detour, UK's FX Design, Business and Society, UK's Locum Destination Review, Spain's leading news magazine EPOCA, The Sun, National Hotel Executive, Exxon Mobil's corporate magazine The Compass, GQ Magazine of Italy, Janas Magazine of France. Mare Magazine of Germany, Gantthead.mag Magazine, IE Industrial Engineering Magazine, The Irish Entrepreneur Magazine, Gallery of Spain, Photoshop Magazine of Turkey, 944, Amusement of France.
- Walden Three – книга, написана за г-н Фреско от Джак Катран.

## Радио и телевизионни изяви
- Интервю за испанското телевизионно шоу REDES през 2003 г.
- Двучасово специално предаване Engineering the Impossible на Discovery Channel, 2002 г.
- Гост-участник в It's Your Call с Lynn Doyle, във Филаделфия
- Участие в A Touch of Grey, национално радио
- Няколко гостувания в „Шоуто на Лари Кинг“ – гледайте едно от тях
- Участие в Prime Time Weekend, Филаделфия
- Участие в CHRW-CFM, Science Girl, Онтарио, Канада
- Гостуване в Националното обществено радио, WGCU, Форт Майърс, Флорида
- Гостуване в Националното обществено радио, KGPR-FM, Грейт Фолс, Минесота
- Участие в JudiWorld с Judi Paparelli, Ню Орлийнс, Луизиана
- Гостуване в KFMK-FM 105.9 Остин, Тексас
- Гостуване в KVON-AM, Сан Франциско
- Гостуване в WCUB-AM, Манитовок, Уисконсин
- Гостуване в WLW-AM, Синсинати, Охайо
- Гостуване в WLW-AM, Midday с Mike McConnell
- Участие в предаването Long John's Journal по WINK, Форт Майърс, Флорида
- Участие в In The Wild, награждавана ТВ-поредица за деца
- Участие в телевизия FOX, Тампа, Флорида
- Гостуване в All Things Considered, Public Radio, Тампа, Флорида
- Участие във Free Speech TV, Боулдър, Колорадо
- Участие в N3TV, Space Channel, Канада
- Специални телевизионни предавания в Япония, Франция и Англия
- Специално предаване по Чилийската обществена телевизия
- Презентация в токшоу в Бразилия
- Участва в WPBT Educational Television
- Участва в WPLG, ABC Network Television
- Гостува на Art Merrill по радио WIOD
- Гостува на „Шоуто на Бил Смит“ по радио WKAT
- Участва в шоуто You Asked For It на Art Baker като „Утрешния човек“

## Интернет
- Проектът „Венера“ – Официален сайт
- The Venus Project Media – YouTube канал на Проекта „Венера“
- TVP Education" – YouTube канал на отдела за образование на Проекта „Венера“

## Други
- Проектът „Венера“
- Ресурсно базирана икономика
- Роксан Медоус